# Lee Addy
Lee Addy (Accra, 7 luglio 1990) è un ex calciatore ghanese, di ruolo difensore.

## Carriera

### Club
Ha giocato nel campionato serbo ed in quello croato.

### Nazionale
Ha partecipato ai Mondiali del 2010 ed a due edizioni della Coppa d'Africa (2010 e 2012).